# Bernardine Evaristo
Bernardine Evaristo, MBE FRSL FRSA, (Londres, 28 de Maio de 1959), é uma autora britânica de oito obras de ficção. Seu romance Girl, Woman, Other (no Brasil: Garota, Mulher, Outras, em Portugal: Rapariga, Mulher, Outra) ganhou o Prémio Booker em 2019. Foi também um dos 19 livros favoritos de Barack Obama em 2019. Em Junho de 2020, tornou-se a primeira mulher de cor a ocupar o primeiro lugar nas bancas de ficção científica do Reino Unido. Os escritos de Evaristo também incluem ficção curta, drama, poesia, ensaios, críticas literárias e projetos para teatro e rádio. Dois dos seus livros, The Emperor's Babe (2001) e Hello Mum (2010), foram adaptados para os dramas da Rádio 4 da BBC. Atualmente, é professora catedrática de escrita criativa na Brunel University London e vice-presidente da Royal Society of Literature.

## Biografia
Evaristo nasceu em Eltham, sudeste de Londres, sendo batizada como Bernardine Anne Mobolaji Evaristo. Cresceu no subúrbio de Woolwich. É a quarta de oito filhos nascidos de mãe branca inglesa, professora, e pai nigeriano, que migrou para a Grã-Bretanha em 1949 e tornou-se soldador e conselheiro trabalhista local. Seu avô paterno era um iorubá Aguda que retornou do Brasil para a Nigéria, e sua avó paterna era de Abeokuta, na Nigéria. O bisavô paterno de sua mãe chegou a Londres da Alemanha na década de 1860 e estabeleceu-se em Woolwich, no sudeste de Londres, e a avó materna de sua mãe chegou a Londres da Irlanda na década de 1880 e estabeleceu-se em Islington, um quarteirão no norte de Londres. Evaristo foi educada no Greenwich Young People's Theatre (atualmente o Tramshed, em Woolwich), na Eltham Hill Grammar School for Girls, na Rose Bruford College of Speech and Drama e na Goldsmiths College, Universidade de Londres, onde obteve o doutorado em escrita criativa em 2013. Em 2019, foi nomeada Laureada de Woolwich pelo Festival Internacional de Greenwich e Docklands, reconectando-se e escrevendo sobre a cidade natal que deixou aos 18 anos.

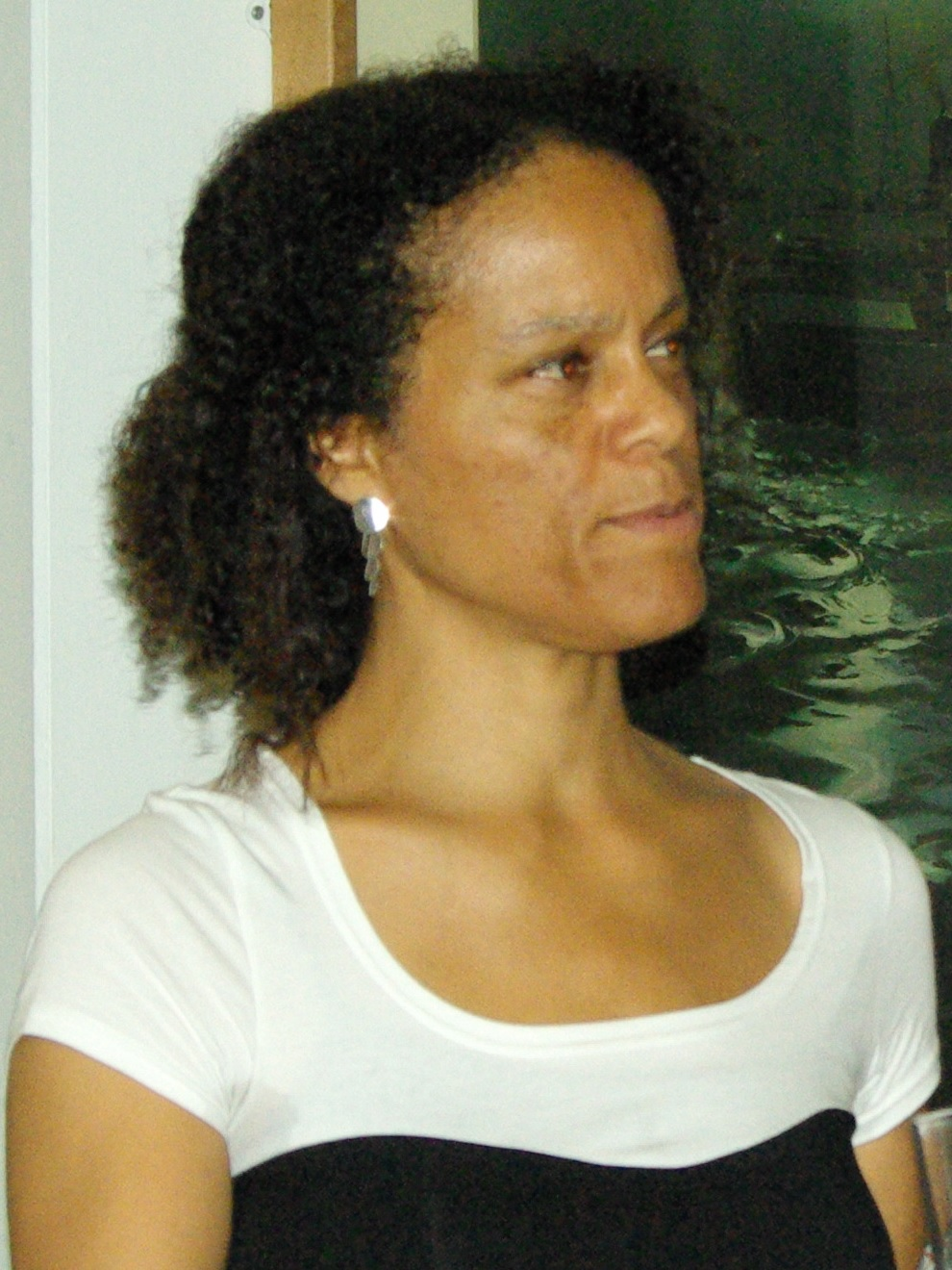
Bernardine Evaristo em 2008

Em 2014 publicou o romance Mr Loverman ( Penguin UK, 2013 / Akashic Books USA, 2014), sobre um londrino septuagenário das Caraíbas  que é um homossexual secreto e considera as suas opções após um casamento de 50 anos com a esposa. Ganhou o prémio Editorial Triângulo Ferro-Grumley de ficção LGBT (EUA) e o Prémio Jerwood Fiction Uncovered . Em 2015, ela escreveu e apresentou um documentário em duas partes da BBC Radio 4, Fiery Inspiration - sobre Amiri Baraka e a sua influência na sua geração de escritores.
Evaristo é colaboradora do New Daughters of Africa: Uma antologia internacional da escrita de mulheres de ascendência Africana (2019), editada por Margaret Busby.
O romance mais recente de Evaristo, Girl, Woman, Other (Maio 2019, Hamish Hamilton / Penguin UK), é uma inovadora "ficção de fusão" polivocal acerca de 12 mulheres britânicas, principalmente negras, entre 12 e 93 anos. Elas são uma mistura de origens culturais, sexualidades, classes e geografias, e o romance expõe as suas esperanças, lutas e vidas que se cruzam. Em Julho 2019, o romance foi listado para o Booker Prize e para o Gordon Burn Prize de 2019. O romance figurou na lista final do Booker Prize anunciada em 3 de Setembro 2019, ao lado de livros de Margaret Atwood, Lucy Ellmann, Chigozie Obioma, Salman Rushdie e Elif Shafak, e em 14 de Outubro ganhou o prémio juntamente com The Testaments de Atwood. A vitória fez dela a primeira mulher negra e o primeiro autor britânico negro a ganhar o prémio.  Girl, Woman, Other foi selecionada para o Prêmio das Mulheres 2020 de Ficção.
Foi também juri de inúmeros prémios literários, incluindo o Concurso Nacional de Poesia da Sociedade de Poesia, o Costa Book Awards, o Goldsmiths Prize, o TS Eliot Prize, o Orange Award para Novos Escritores e os Poetas da Próxima Geração. É membro do conselho do African Poetry Book Fund nos EUA e juri em todos os seus prémios. Evaristo é patrocinadora do Prémio Literário SI Leeds . Em 2019, foi a juíza do Prémio Glenna Luschei de Poesia Africana e do Prémio Polari do Livro.
Após ter ganho o Booker Prize, repudiou o conceito de apropriação cultural, afirmando ser ridículo o pressuposto de escritores não  “escreverem além da sua própria cultura.”

## Distinções, prémios, bolsas
- 2025: Prémio de Contribuição Excepcional do Women's Prize[33]
- 2020: British Book Awards (finalist)
- 2020: The Orwell Prize for Political Fiction (longlist)
- 2020: The Glass Bell Awards (longlist)
- 2020: Visionary Honours Awards (longlist)
- 2020: Women's Prize for Fiction (longlist)
- 2020: Australian Industry Book Awards (longlist)
- 2020: Ferro Grumley Awards USA (finalist)
- 2019: Goodread's Choice Award Best Fiction (Shortlist)[34]
- 2019: Gordon Burn Prize (finalist)
- 2019: Winner of the Booker Prize, October 2019[27]
- 2018: Elected a Fellow, Rose Bruford College of Theatre & Performance
- 2017: Elected a Fellow, the English Association
- 2015: Triangle Publishing Awards: The Ferro-Grumley Award for LGBT Fiction, USA
- 2015:  The Montgomery Fellowship, Dartmouth College, USA
- 2014: Jerwood Fiction Uncovered Prize
- 2010: The Emperor's Babe, The Times (UK) "100 Best Books of the Decade"
- 2010: Hurston/Wright Legacy Award, USA (finalist)
- 2010: Poetry Book Society Commendation for Ten, co-edited with Daljit Nagra
- 2009: International Dublin Literary Award, nominated for Blonde Roots
- 2009: Blonde Roots, Big Red Read Award, Fiction and overall winner
- 2009: Awarded an MBE in the Queen's Birthday Honours List for services to Literature
- 2009: Orange Prize Youth Panel Choice for Blonde Roots
- 2009: Orange Prize for Fiction, nominated for Blonde Roots[35]
- 2009: Arthur C. Clarke Award, UK, nominated for Blonde Roots
- 2006: Elected a Fellow, Royal Society of Arts (est. 1754)
- 2006: British Council Fellow, Georgetown University, USA
- 2004: Elected a Fellow, Royal Society of Literature[36] (est. 1820)
- 2003: NESTA Fellowship Award (National Endowment of Science, Technology & The Arts)
- 2002: UEA Writing Fellow, University of East Anglia
- 2000: Arts Council England Writer's Award 2000, for The Emperor’s Babe
- 1999: EMMA Best Book Award for Lara